# ルドルフ・チェーレン
- チェレーン
- シェレーン
- チェレン
- ヒェレン
- キエレン

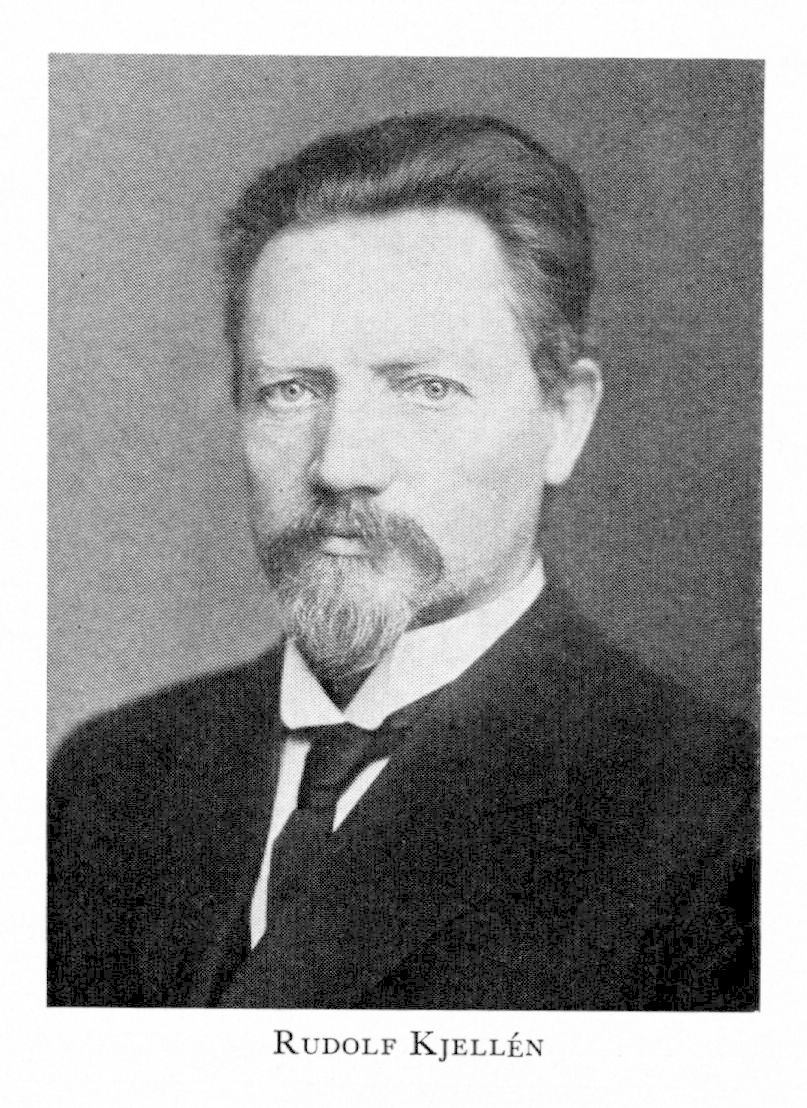
ルドルフ・チェ―レン

ヨハン・ルドルフ・チェレーン (スウェーデン語: Johan Rudolf Kjellén [ˈrʉːdɔlf ɕɛˈleːn]、1864年6月13日 - 1922年11月14日）は、スウェーデンの政治学者・政治家。地政学（ドイツ語: Geopolitik）という言葉を最初に生み出した人物として知られる。

## 来歴
1864年6月13日にヴェステルイェートランド地方のトルセー島に生まれる。
チェレーンは1880年にスカラのギムナジウムを卒業し、同年ウプサラ大学に入学した。1891年にウプサラ大学でDoctor of Philosophyを取得し、1890年から1893年まで同大学で講師を勤めた。また、1891年からヨーテボリ大学で教鞭をとり、1901年から1916年まで同大学の政治科学と統計学の教授を務めた。
保守派の政治家でもあり、1905年から1908年まではリクスダーゲン第二院の議員、1911年から1917年までは同議会第一院の議員を務めた。
1922年11月14日にウプサラにて死没。

## 思想
チェレーンはフリードリヒ・ラッツェルに学び、その教えを受けて国家有機体説を発展させていくこととなる。チェレーンは「地政学」という言葉を生み出し、国家を「人類の一団とその有機的構成部分たらしめられた大地の一片」であると論じた。国家の「自然的境界」は「海の境界」が理想であるとして、大陸国家が海洋進出を目指すことは自然なことと考えた。
彼の考えの基本は、1900年にヨーテボリ大学での講義を基にした『スウェーデン地理学入門』という本で紹介されている。1916年に出版された『生命体としての国家』は、チェレーンの国家論に関する最も重要な本と広くみなされている。この著書では、国家は以下の5つの主要な側面から構成されており、政治科学的学問分野の研究対象となるべきであると主張している。
1. 領域としての国家は、地政学によって研究されるべきである
2. 民衆としての国家は、民主政治学によって研究されるべきである
3. 経済としての国家は、経済・政治学によって研究されるべきである
4. 社会としての国家は、社会政治学によって研究されるべきである
5. 政府としての国家は、組織政治学によって研究されるべきである

チェレーンは国家を単に法的に解釈することに異議を唱え、国家と社会は対極にあるものではなく２つの要素が合わさっているのだと主張した。国家には法と秩序に対する責任があるだけでなく、社会福祉・経済福祉に対する責任もある。
また、チェレーンは国家が経済的に自給自足できる状態である「アウタルキー」（ドイツ語: Autarkie、閉鎖経済）を提唱した。チェレーンにとって、国家が経済的に自立することは、経済政策上の課題ではなく、政治的問題に対する解決策であった。輸入への依存は、国家が経済的に自給自足でないことを意味していた。

## 影響
師であるラッツェルやアレクサンダー・フォン・フンボルト、カール・リッターらとともにチェレーンは国家有機体説の基礎を築き、これを熱烈に支持して継承したカール・ハウスホーファーがドイツ学派を形成した。
チェレーンの思想を広く採用したハウスホーファーは、経済政策には関心を示さなかったものの、アウタルキーを支持し、絶えず争いに巻き込まれる国家は、自給自足を志向すると主張した。
その後地政学は、ズビグネフ・ブレジンスキー、ヘンリー・キッシンジャーらによって米国で再び花開くこととなる。